# Quai d'Orsay (còmic)
Quai d'Orsay és una novel·la gràfica francesa creada per Christophe Blain i Abel Lanzac (pseudònim del diplomàtic francès Antonin Baudry). Subtitulat Chroniques diplomatiques, les dos parts que integren l'àlbum foren publicades a França el 2010 i el 2011, respectivament, per l'editorial Dargaud.
L'edició en castellà fou publicada el 2011 per Norma.

## Argument
Quai d'Orsay s'inspira en les experiències del coautor de l'obra, Antonin Baudry, durant la seva etapa com a funcionari del Ministeri d'Afers Estrangers de França (en el còmic referit per metonímia com a Quai d'Orsay) entre els anys 2002 i 2004.
En la primera part, el jove Arthur Vlaminck s'incorpora al gabinet del ministre Taillard de Vorms (un personatge paradoxal i imprevisible, clarament inspirat en Dominique de Villepin) amb l'encàrrec de preparar i li escriure els seus discursos. L'àlbum il·lustra «la diplomàcia al treball allunyada dels habituals clixés : una administració dinàmica, equips involucrats en complexes negociacions i moments on cal prendre i mantenir decisions difícils».
La segona part se centra en la preparació del discurs que el ministre Taillard de Vorms ha de pronunciar a l'ONU en contra d'una intervenció militar a Lousdem, un país fictici sospitós de posseir armes de destrucció massiva. El capítol fa referència al discurs que el 14 de febrer de 2003 Dominique de Villepin va pronunciar al Consell de Seguretat de l'ONU a Nova York, expressant la reticència de França a una eventual intervenció militar aliada contra l'Iraq. Entre altres personatges, en el còmic hi apareixen polítics reals com Colin Powell que, encara que anomenats diferentment, es poden identificar.

## Palmarès

### Guanyador
- Grand Prix RTL de la bande dessinée de 2010
- DBD Awards de 2011[4]
- Fauve d'or al millor àlbum de l'any al Festival del Còmic d'Angulema de 2013.

## Nominacions
- Millor obra estrangera al Saló Internacional del Còmic de Barcelona de 2012.

## Adaptacions
El 2013, el director de cinema francès Bertrand Tavernier va portar el còmic a la pantalla gran. L'actor Thierry Lhermitte va interpretar al ministre Taillard de Vorms i Raphaël Personnaz al protagonista, Arthur Vlaminck. La pel·lícula fou nominada al César a la millor adaptació de 2014 i l'actor Niels Arestrup va obtenir el César al millor actor secundari per la seva interpretació de director del cabinet del ministre d'afers exteriors.
El cineasta Pierre Schoeller va aconsellar a l'actor Olivier Gourmet de s'inspirar en Quai d'Orsay per perparar el seu paper a la pel·lícula francesa L'Exercice de l'État.